# Biserica de lemn din Călărași, Cluj

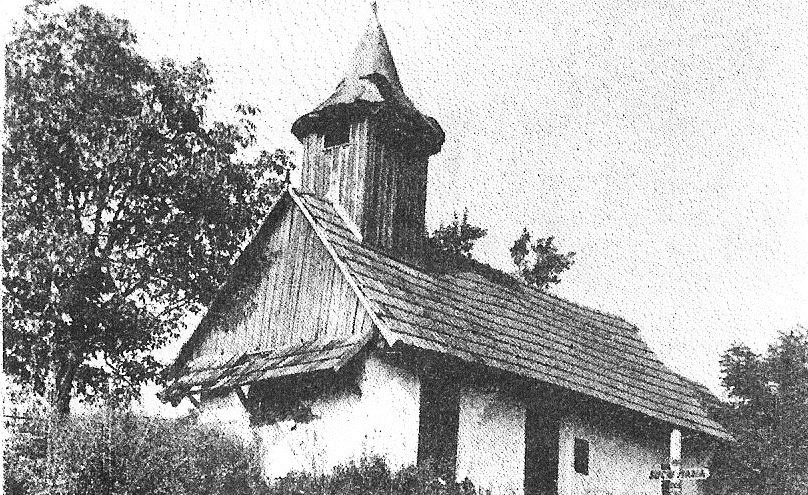
Fosta biserică în situl iniţial din Ghiriş-Arieş, Câmpia Turzii, foto: ante 1910

Biserica de lemn greco-catolică „Sfinții Arhangheli” din Călărași (Hărastăș) s-a aflat în localitatea omonimă din județul Cluj până în anul 1992, când a fost demolată. Ea a fost construită inițial în Ghiriș-Arieș (azi Câmpia Turzii), pe  str.Laminoriștilor 30, în locul căreia, între anii 1910-1912, s-a ridicat o biserică greco-catolică din piatră și cărămidă. Biserica veche de lemn a fost strămutată în 1912 în localitatea învecinată Călărași. Biserica de lemn este atestată documentar din anul 1750. Orașul Cȃmpia Turzii intenționează s-o refacă în Cȃmpia Turzii.